# 谢光中
谢光中（1941年—2016年8月19日），男，湖南永兴人，中国天体物理学家，曾任中国科学院云南天文台研究员、博士生导师。